# Luoyanggia
Luoyanggia byl rod menšího teropodního dinosaura, patřícího do čeledi Oviraptoridae. Žil před asi 96 milióny let (svrchní křída, věk cenoman) na území dnešní střední Číny (provincie Che-nan, údolí Žu-jang). Typový (a jediný známý) druh L. liudianensis byl formálně popsán čínskými paleontology v roce 2009.

## Popis
Tento druh dosahoval délky přibližně 1,5 metru. Podle jiných odhadů dosahoval tento teropod délky zhruba 1 metr a hmotnosti kolem 5 kilogramů.